# KXXV
KXXV-TV (News Channel 25) es una estación de televisión numérico ubicada en Waco, Texas, que sirve al área central del estado como afiliada a la ABC. Es propiedad de Drewry Communications Group.
La estación se dedica a entregar noticias regionales y entregar el pronóstico del tiempo para la zona. La señal digital de KXXV también ofrece la programación de Telemundo en DT2 y el pronóstico del tiempo local en DT3. KXXV también opera un semi-satélite de clase A y de bajo poder en la ciudad de Bryan, Texas, denominado KRHD-LP canal 40. KRHD tiene una pequeña sala de prensa con varios reporteros que entregan historias para un noticiero local emitido a las 10 p. m. que es producido por KXXV en Waco.
En Waco/Killeen/Temple, KXXV transmite en el canal de cable 5, mientras que KRHD-LP transmite en el canal de cable 9.
Cuando KXXV apareció a mediados de los años 80, estaba afiliada con NBC.